# المناجير
المناجير بلدة سورية تقع في ناحية مركز رأس العين ، منطقة رأس العين ، شمال غرب محافظة الحسكة شمال شرق سوريا.

## الموقع
تقع بلدة المناجير على الضفة الجنوبية لنهر الخابور وسط المنطقة الزراعية الخصبة لوادي الخابور العلوي، وتقع على بعد حوالي 20 كيلومترًا (12 ميلًا) جنوب شرق رأس العين و15 كيلومترًا (9.3 ميلًا) غرب بلدة تل تمر، وهي تابعة إدارياً لناحية رأس العين.

## السكان
كان غالبية سكان قرية المناجير من الأشوريين مع نسبة  من العرب . مع هجرة الآشوريين إلى أوروبا في الثمانينيات، أصبح العرب من عشيرة البقارة والشرابين الغالبية في البلدة. بلغ عدد سكان قرية المناجير في عام 2004، وفقًا لإحصائيات المكتب المركزي السوري للإحصاء، 12,156 نسمة.

## الحرب الأهلية السورية
شهدت قرية المناجير صراعات عنيفة عقب اندلاع الحرب الأهلية السورية، وبالتحديد في القترة بين أواخر عام 2012 ومنتصف عام 2015، إذ تعرضت القرية لهجمات قوات الجيش السوري الحر والفصائل التابعة للمعارضة السورية، وانسحبت قوات الجيش السوري من مواقعها في منطقة رأس العين بحلول نهاية نوفمبر (تشرين الثاني) 2012. سيطر تنظيم داعش على المنطقة وطرد الكثير من سكانها العرب. دارت معركة طويلة للسيطرة عل راس العين وقراها، واستمرت إلى أن تمكنت الميليشيات الكردية من السيطرة على المنطقة في 17 يوليو (تموز) 2013. مع الانسحاب السريع لتنظيم داعش، تقدمت  الميليشيات الكردية بسرعة في منطقة رأس العين باتجاه منطقة نهر الخابور، وتمكنت في أوائل نوفمبر (تشرين الثاني) 2013، من السيطرة على القرى واحدة تلو الأخرى. وفي 5 نوفمبر (تشرين الثاني) 2013 استطاع الأكراد دحر مقاتلي تنظيم الدولة الإسلامية في العراق والشام (داعش)، وأسر عدد منهم، واستعادوا السيطرة على بلدة المناجير بالكامل.